# كيتي كيلي (ممثلة)
كيتي كيلي (بالإنجليزية: Kitty Kelly)‏ هي ممثلة أمريكية، ولدت في 27 أبريل 1902 بنيويورك في الولايات المتحدة، وتوفيت في 29 سبتمبر 1968 بهوليوود في الولايات المتحدة بسبب سرطان.

## وصلات خارجية
- كيتي كيلي على موقع IMDb (الإنجليزية)
- كيتي كيلي على موقع ألو سيني (الفرنسية)
- كيتي كيلي على موقع أول موفي (الإنجليزية)
- كيتي كيلي على موقع قاعدة بيانات برودواي على الإنترنت (الإنجليزية)
- كيتي كيلي على موقع قاعدة بيانات الأفلام السويدية (السويدية)
- كيتي كيلي على موقع قاعدة بيانات الفيلم (الإنجليزية)
- كيتي كيلي على موقع كينوبويسك (الروسية)